# Sardis City
Sardis City es un pueblo ubicado en el condado de Etowah en el estado estadounidense de Alabama. En el censo de 2000, su población era de 269.

## Demografía
En el 2000 la renta per cápita promedia del hogar era de $ 36.000$, y el ingreso promedio para una familia era de 44.063$. El ingreso per cápita para la localidad era de 18.411$. Los hombres tenían un ingreso per cápita de 31.875$ contra 21.711$ para las mujeres.

## Geografía
Sardis City está situado en 34°10′26″N 86°7′17″O / 34.17389, -86.12139 (34.173967, -86.121319)
Según la Oficina del Censo de los EE. UU., la ciudad tiene un área total de 7.39 millas cuadradas (19.13 km²).